# Petra Fietzek
Petra Fietzek (gebürtig Engels, auch Petra Engels-Fietzek; * 1955 in Frankfurt) ist eine deutsche Schriftstellerin und Lyrikerin. Bekannt wurde sie vor allem als Autorin von Kinder- und Jugendbüchern sowie durch geistliche Literatur.

## Leben
Nach der Schulzeit in Frankfurt, Berlin und Aachen studierte Petra Fietzek Germanistik, Kunstgeschichte und Philosophie in Köln. Fünf Jahre unterrichtete sie an Gymnasien. Seit 1985 arbeitet sie als freie Schriftstellerin. Sie veröffentlichte eine Vielzahl von Kinder- und Jugendbüchern, daneben Lyrikbände und Prosa für Erwachsene. Petra Fietzek leitet Schreibwerkstätten und liest in Bibliotheken und Schulen etc. aus ihren Büchern. Außerdem schrieb sie die Texte zu modernen geistlichen Liedern und die Libretti zu Oratorien und Kantaten darunter das Marienoratorium "In meine Stille legst du dein Lied" (2003) gemeinsam mit dem Komponisten Ansgar Kreutz. Die Autorin absolvierte eine Ausbildung in Biblio- und Poesietherapie an der Europäischen Akademie für psycho-soziale Gesundheit (EAG). Sie ist Mitglied im Verband deutscher Schriftstellerinnen und Schriftsteller (VS), in der Katholischen Frauengemeinschaft Deutschlands (kfd) und bei Soroptimist International (SI).
Seit 1995 schrieb und sprach Petra Fietzek geistliche Sendungen, vorwiegend Morgenandachten, für den WDR, den Deutschlandfunk und die Deutsche Welle.
Mit ihrer Familie lebt sie in Coesfeld (Westfalen). Sie war mit dem ehemaligen Gymnasial-Kunstlehrer und freischaffenden Maler Rainer Fietzek (1941–2009) verheiratet. Das Paar hat zwei Töchter. Rainer Fietzek illustrierte ihr Buch Das Papafest (1996). Die Gemälde des Passions-Zyklus ihres verstorbenen Mannes schenkte Petra Fietzek dem Bistum Münster.

## Werke

### Kinder- und Jugendbücher
- Gestatten, Harald M. Bubu (1988)
- Zeit für Jana (1992)
- Ein Schwubbel für Josi (1994), Illustrationen von Ruth Scholte van Mast
- Schwubbel und die Gute-Laune-Maschine, Illustrationen von Ruth Scholte van Mast
- Das Papafest (1996), Illustrationen von Rainer Fietzek
- Willi mag lila (1996), Illustrationen von Thea Roß
- Ninas Hexennase (1997), Illustrationen von Julia Ginsbach
- Flo, der Superkicker (1997), mit Bildern von Hans Jürgen Feldhaus
- Bodo, das Glücksschwein (1997)
- Flügel für Astrid (1997)
- Zeig dich, wilder Bär (1999), Illustrationen von Thea Roß
- Jonnis Paukenschlag (1999), Illustrationen von Julia Ginsbach
- Willi mag lila (1999), Illustrationen von Thea Roß
- Sophie und die Lachmöwe (2000), Illustrationen von Julia Ginsbach
- Schwubbel und die Gute-Laune-Maschine (2000), Illustrationen von Ruth Scholte van Mast
- Jonnis kunterbunte Welt (2000), Illustrationen von Julia Ginsbach
- Die Taschenlampenreise (2001), Illustrationen von Maria Blazejovsky
- Wie Carlo es schaffte, in nur 5 Tagen seinen Kopf zu retten. Mit Illustrationen von Edda Skibbe. Bertelsmann Verlag, 2001. ISBN 978-3570125854
- Superspiel für Flo (2002)
- Jonnis Badewannenfest (2002), Illustrationen von Julia Ginsbach
- Erzähl doch mal (2002), Illustrationen von Mechthild Weiling-Bäcker
- Kannst du bellen, Bobbi? (2003), Illustrationen von Susanne Schulte
- Katzenlilli (2003), Illustrationen von Mechthild Weiling-Bäcker
- Das vergessliche Gespenst (2003)
- Drum Boy (2004)
- Schneewittchens Wut (2004)
- Kleine Lesertiger-Mutgeschichten (2004), Illustrationen von Katharina Wieker
- Jan bekommt ein Baby, Illustrationen von Ruth Scholte van Mast
- Ritter Karuso und die Zauberrüstung, Illustrationen von Katharina Wieker
- Glück gehabt, kleiner Delfin (2006), Illustrationen von Silke Voigt
- Bleib am Ball, Superkicker (2006)
- Flügel für Astrid (2006), Bilder von Georgien Overwater

### Bücher für Erwachsene
- Worte allein vermögen nichts – das Leben der Franziska Schervier (1997)
- Vor den Mauern der Stadt (2006)

### Lyrik
- Im Federlicht (1994), poetischer Rundgang durch das Landesmuseum Münster
- Elch Fritz mit Witz (1997), Lachgedichte für Kinder, Illustrationen von Thea Roß
- In meinen Augen Du (2001), Lyrik zu asiatischen Gesichtern
- Vor den Mauern der Stadt (2006)
- Es kommt ein Tag, da deine Grenzen sich weiten (2006)

### Hörbuch
- Trommeln, Trommeln (2000), Sprecher Heiner Geißler